# Abdurehim Heyit
Abdurehim Heyit (uigurisch: ئابدۇرېھىم ھېيىت; chinesisch:  阿不都日衣木·艾衣提; geboren 1964 in Kaschgar) ist ein bekannter und einflussreicher uigurischer Sänger, Musiker und dutar-Spieler und kann als bedeutende kulturelle Figur der uigurischen Gesellschaft angesehen werden. Er soll im April 2017 in Ürümqi interniert worden sein, als Teil des anhaltenden Vorgehens der chinesischen Behörden und der Menschenrechtsverletzungen gegen die uigurische Minderheit in Xinjiang, die insbesondere gegen uigurische Intellektuelle, Künstler und Schriftsteller gerichtet sind. Sein weiterer Verbleib gilt bis heute (Stand: 2021) aufgrund der schwierigen Informationslage für Xinjiang als ungeklärt.

## Leben und Werk
Abdurehim Heyit stammt aus einer religiösen Familie in der Stadt Kaschgar. Im Alter von sechs Jahren begann er, das Spielen mit der dutar zu erlernen. Ab dem Alter von 17 Jahren besuchte er eine staatlich betriebene Musikschule (Kashgar Arts College). 1980 entsandte ihn die Musikschule zur Central Minorities Song and Dance Troupe nach Peking, zu deren Aufgaben es gehörte, Chinas Diversität an Völkern zu präsentieren. Dort führte er zwei Jahrzehnte lang an der Seite anderer Minoritätenkünstler Musik auf. Da seine Truppe strikter Kontrolle vom staatlichen Propaganda-Ministerium unterlag, konnte er jahrelang nicht das Instrument seiner Wahl spielen. Zwischen 1986 und 1993 arbeitete er im renommierten Central Nationalities Ensemble in Peking. Im Jahr 2000 kehrte er nach Xinjiang zurück und veröffentlichte seine zwölfte Kollektion von Liedern, die nur seine Stimme und sein dutar-Spiel enthielten. Dem praktizierenden Muslim Abdurehim Heyit wurde es von dem durch die Provinzregierung kontrollierten Verlag dabei nicht gestattet, religiöse Lieder zu veröffentlichen. Abdurehim Heyit schloss sich in Ürümqi der staatlichen Unterhaltungstruppe Xinjiang Song-and-Dance Troupe (oder: Xinjiang Uyghur Autonomous Region Song and Dance Troupe) an, bei der er viele Lieder aufführte, die die Einheit und Freundschaft zwischen den Völkern Chinas bewarben. Abdurehim Heyit arbeitete auch als unabhängiger Künstler und veröffentlichte mehrere Solo-Musikalben mit uigurischen Volksliedern sowie eigenen Kompositionen. Im Jahr 2011 erschien sein damaliges Gesamtrepertoire als neun CDs umfassende Kollektion unter dem Titel Duttarim (deutsch: „Meine dutar“) bei der renommierten Nationalities Recording Company.
1999 stellte Abdurehim Heyit das erste über die klassische Musik der Uiguren geschriebene Buch fertig.
Abdurehim Heyit galt bereits Ende des 20. Jahrhunderts als einer der bedeutendsten zeitgenössischen uigurischen Komponisten und Musiker und zählt auch heute zu den bekanntesten und einflussreichsten uigurischen Sängern. Er ist bekannt als virtuoser Spieler der uigurischen dutar und hat zudem zahlreiche Lieder für einflussreiche uigurische Sänger komponiert. Über seine Heimat hinaus erlangte Abdurehim Heyit in der gesamten turksprachigen Welt Bekanntheit für seine Aufführungen traditioneller uigurischer Musik. Laut Adrian Zenz verkörpert Abdurehim Heyit „die kulturelle Verbindung zwischen Uiguren und dem türkischen Kulturraum“.

### Komposition
Während er modernen Strömungen in der uigurischen Musik gegenüber als skeptisch eingestellt gilt, ist Abdurehim Heyit in seinen komplexen Kompositionen von traditioneller Musik inspiriert, insbesondere von den Zwölf Muqam, aber auch von persischen, arabischen und türkischen Einflüssen. Gegenüber der New York Times sagte Abdurehim Heyit im Jahr 1999, die Musik sei „einer der wichtigsten Bestandteile der uigurischen Kultur“, und weil sie „solch ein Symbol des Herzens“ sei, verändere sie sich langsam und unterliege keiner flüchtigen Mode wie es beispielsweise in der Kleidung der Fall sei.

### Gesang
Seine tiefe und resonante Art des Gesangs war dem Großteil der uigurischen Bevölkerung und in der gesamten Musikwelt Xinjiangs bekannt. Er erhielt teils aufgrund seiner Stimme und teils aufgrund der großen Popularität seines Liedes Chillang Khorizim (dt. „Krähe, mein Hahn!“) den Beinamen „Hahn von Xinjiang“. Da die Lieder von Abdurehim Heyit nahezu ausschließlich in einer Moll- (und modal heptatonischen) Tonalität gesungen werden, macht seine Stimme laut Joanne Smith Finley (2013) in einigen Fällen den Eindruck von Zerbrechlichkeit und Trauer und in anderen Fällen von Wut und Frustration und kann im Zusammenwirken mit affektiven lyrischen Inhalten starke Emotionen hervorrufen.

### dutar-Spiel
Seine Virtuosität beim Spiel auf der dutar genannten Langhalslaute brachte ihm zudem den Beinamen „uigurischer dutar-König“ oder „uigurischer dutar-Meister“ ein.

### New Folk

#### Abdurehim Heyits Rolle bei der Entstehung und Abgrenzung der Musikform
Abdurehim Heyit entwickelte sich zu einem der beim uigurischen Publikum beliebtesten und einflussreichsten Künstler und zu einem führenden Vertreter und Meister des „New Folk“-Stils der 1990er Jahre. „New Folk“ war in den 1990er Jahren als eine neue populäre Musikform entstanden. Die Bezeichnung „New Folk“ wird für diese Musikform von einigen, in englischer Sprache publizierenden Wissenschaftlern verwendet und war von der Musikethnologin Rachel Harris 2002 geprägt worden. Im Gegensatz zu einer anderen Musikform, die in den 1990er Jahren einen Aufschwung erlebte, von Manchen ironisch als „Ürümqi-Volkslied“ bezeichnet wurde und beliebte Volkslieder mit Begleitung von elektronischen Musikinstrumenten wie dem Keyboard in einen balladenhaften Stil umsetzte, wurde der „New Folk“-Stil von Musikern geschaffen, die eine traditionellere Musiksprache beherrschten. Ein weiterer Unterschied zum „Ürümqi-Volkslied“ bestand darin, dass „New Folk“ teilweise ausdrücklich politisch war. „New Folk“ verwendete nationalistische Gedichte und versah sie mit volksliedartigen Melodien und Ausdrucksformen, wobei traditionelle Musikinstrumente wie die dutar verwendet wurden.
„New Folk“ war eine von zwei Musikformen, die in den 1990er Jahren vollständig voneinander getrennt als „parallele musikalische Welten“ in Xinjiang existierten. Während der eine Musikstil vorwiegend aus ins Chinesische übersetzten und vom Han-chinesischen Komponisten Wang Luobin gesungenen Coverversionen traditioneller uigurischer Volkslieder bestand, handelte es sich beim „New Folk“-Stil vorwiegend um Originallieder, die von uigurischen Künstlern produziert und aufgenommen und in der seit langer Zeit als regionale lingua franca dienenden Sprache Uigurisch gesungen wurden. Die chinesische und die uigurische Musiksphäre scheinen in vielerlei Hinsicht voneinander getrennt. Die zahlreichen unabhängigen Künstler, die der CD- und DVD-Markt in ganz Xinjiang hervorgebracht hat und zu denen Abdurehim Heyit neben Musikern wie Sanubar Tursun und Perride Mamut zählt, singen in uigurischer Sprache und sind zwar in der uigurischen Bevölkerung sehr beliebt, blieben aber bei städtischen Han-Chinesen fast gänzlich unbekannt.
Anders als die von Amateurvolkskünstlern gesungenen traditionellen Volkslieder wurden die „New Folk“-Musikstil in der Regel von professionellen Sängern aufgeführt, die aus dem System der Gesangs-und-Tanz-Truppen stammten, auch wenn ihre Darbietungsart innerhalb des „New Folk“ von dem der Gesangs-und-Tanz-Truppen sehr stark abwich. Dabei nahm Abdurehim Heyit neben dem aus Gulja stammenden Ömärjan Alim unter den „New Folk“-Sängern eine führende und mit diesem rivalisierende Rolle als „Stimme der Uiguren“ ein. Abdurehim Heyit und  Ömärjan Alim versuchten, ähnlich dem mongolischen Musiker Teng Ge'er, die Kontrolle der chinesischen Regierung über die Künste mit einer alternativen, ethnisch und national orientierten Musikausrichtung zu unterlaufen. Beide Künstler verkörperten mit ihren Werken eine neue Vision der Beziehung zwischen ethnischen Han-Chinesen und Uiguren, in der die Figur des Han-Chinesen nicht mehr als wohlwollender „älterer Bruder“ in der „großen Familie der Nationalitäten“ dargestellt wurde, sondern die Rolle des „Kolonisators“ gegenüber „kolonisierten“ Uiguren erhielt. Sie hielten den staatlich propagierten Idealen von „Nationalitätengleichheit“ (minzu pingdeng) und „Nationalitäteneinheit“ (minzu tuanjie) auf diese Weise eine alternative Auffassung der Wirklichkeit entgegen. Zwar mieden sie zum Teil gezielt direkte politische Aussagen, setzten sich dabei aber besonders klar für eine selbständige kulturelle Identität in der uigurischen Musik ein und sangen dementsprechend auch selbstverständlich auf Uigurisch statt auf Chinesisch. Anders als Alim verwendete Abdurehim Heyit dabei jedoch keine offensichtlich politischen Inhalte. Die Analyse verschiedener Lieder durch Smith Finley (2013) fasste Alpermann (2021) als „ein Portrait des Künstlers als uigurischer Nationalist mit stark ausgeprägter Religiosität aber ohne offen zur Schau gestellte politische Agenda“ zusammen.

#### Produktion und Vertrieb der Tonträger sowie behördliche Restriktionen
Über das Medium „New Folk“, das eine Art kommerziell einträgliche Volksmusik in Xinjiang darstellte, wurden ab den frühen 1990er Jahren uigurische nationalistische Botschaften transportiert. Musikkassetten wurden in den 1990er Jahren von ihren Produktionsstätten in die größeren Städte Xinjiangs transportiert und dann durch uigurische Händlern von den städtischen Distributoren abgekauft und auf kleinen ländlichen Märkten verkauft und darüber hinaus in Form von Raubkopien weitergegeben.
Zum Bekanntwerden von Abdurehim Heyit trug neben den politischen Inhalten seiner selbstkomponierten Lieder auch bei, dass er in den 1990er Jahren Kassetten dieser Lieder auf inoffiziellem Weg kostenlos abgab. Während zu dieser Zeit die Tonträger (Kompaktkassetten) seiner Aufführungen traditioneller uigurischer Gedichte und Musik vom Staat produziert und vertrieben wurden, wurden die Tonträger seiner selbst komponierten Lieder in privater Hand hergestellt. Aufgrund der teilweise politischeren Ausrichtung seiner selbst komponierten Lieder musste Abdurehim Heyit den privaten Herstellern eine zusätzliche Risikoentschädigung für die Kassettenproduktion bezahlen. Seit dem repressiven Vorgehen des chinesischen Staates, das auf die Niederschlagung der Tian’anmen-Proteste im Jahr 1989 folgte, kam es in der Musik jedoch aus politischen Gründen zu einer „Entpolitisierung“, die Idealismus und offenen politischen Widerstand zurückdrängte. Aufgrund der Zensur aller als politisch geltenden Texte waren Uiguren dazu gezwungen, bei Veröffentlichung ihrer Musik diese offizielle Politik in ihren künstlerischen Ausdrucksformen der Identitätsfrage berücksichtigen. 1995 reagierte der chinesische Staat auf die zunehmende Politisierung der unabhängigen Musikindustrie und die Regierung Xinjiangs startete als Teil der gegen Dissidenten gerichteten Kampagne des „harten Schlages“ ein scharfes Vorgehen gegen den Kulturmarkt. Die staatliche Zensur verpflichtete Künstler und Produzenten ab 1995 dazu, Neuerscheinungen dem Kulturbüro zur politischen Kontrolle vorzulegen und wurde auf die Werke von Abdurehim Heyit und Ömärjan Alim aufmerksam. Ihre Kassetten wurden zeitweise beschlagnahmt und sie erhielten während der 1990er Jahre oftmals Geldstrafen und Auftrittsverbote. Kassetten in uigurischer Sprache durften ab 1995 nur noch bei der Xinjiang Recording Company oder bei der in Peking ansässigen Nationalities Recording Company erscheinen. Im Jahr 1996 wurde Abdurehim Heyit nicht gestattet, auf Tournee zu gehen und er hatte Schwierigkeiten, seine Aufnahmen in Xinjiang zu veröffentlichen. Nach den Unruhen in Gulja 1997 kam es zu tiefgreifenden Einschränkungen der Meinungsfreiheit und zu einer verstärkten Zensur innerhalb des Kultursektors, womit der Ausdruck politischer Vorstellungen mittels lyrischer Metaphern unmöglich wurde. So änderte die Regierung offanbar Anfang der 2000er Jahre ihre Strategie und wartete nicht mehr die „soziale Auswirkung“ von Liedern ab. Infolge von im Jahr 2001 erlassenen Gesetzen, die professionellen Sängern in Xinjiang auferlegten, ihre Texte vor der Aufführung oder Aufnahme zur offiziellen Genehmigung durch einen Zensurausschuss einzureichen, war Abdurehim Heyit auf einige Zeit nicht mehr in der Lage, auf Tournee zu gehen oder Aufnahmen zu veröffentlichen.
Abdurehim Heyit wurde als ikonische Verkörperung uigurischer Männlichkeit beschrieben, er galt als Inbegriff eines Hüters der uigurischen Ehre, der auf symbolische Art Stärke, Ruhe, Selbstbewusstsein und Würde ausstrahlt. Dabei wurde ihm auch nachgesagt, „zu stolz“ auf sein ethnisch-uigurisches Erbe zu sein. Im Chinesischen wurde er schon vor der nach 2014 erfolgten politischen Verfolgungswelle als „ethnischer Sentimentalist“ (minzu qingxuzhe) apostrophiert und damit als „potenziell gefährlich“ kategorisiert. In mindestens einigen Fällen wurden ihm auch bereits zu diesem Zeitpunkt öffentliche Auftritte untersagt.

#### Beispiele für Lieder mit politischem Hintergrund
Abdurehim Heyit ist dafür bekannt, mit einigen Liedern nur wenig verhüllt auf politische Themen anzuspielen und auch Volk und Heimat thematisierende Lieder zu singen. Er war einer der ersten uigurischen Musiker, die über das Leben in Xinjiang unter chinesische Kontrolle schrieben. Einigen seiner Liedern wie Stubborn Guest und Silk wurde schon Ende des 20. Jahrhunderts nachgesagt, Hymnen und Quellen des Stolzes für die Bevölkerung der damals wirtschaftlich weniger entwickelten Stadt Kaschgar gewesen zu sein. Insgesamt genoss Abdurehim Heyit mit seinem Werk in intellektuellen Kreisen in Xinjiang sehr hohes Ansehen, wobei seine Bekanntheit in Kaschgar besonders stark ausgeprägt war, sich also lediglich begrenzt über die intellektuellen Kreise hinaus verbreitet hat. Viele der Lieder von Abdurehim Heyit geben die Geschichte und Kultur der Uiguren wieder. Seine Musik ist ein Beispiel dafür, wie Uiguren in der Populärkultur dem staatlich propagierten Konzept des Zhonghua Minzu, das von für sie mit einer Aufwertung des Han-chinesischen Nationalstaates zulasten uigurischer Identität und wenig Anziehungskraft besaß, alternative Schwerpunkte für ihre uigurische Identität entgegensetzen, wie sprachliche (Uigurisch), religiöse (Islam) oder lokale (beispielsweise: Kaschgar) Zugehörigkeit. Abdurehim Heyit nutzte dabei seine als „durchdringende Stimme“, um Texte mit Kultsymbolcharakter von angesehenen modernen uigurischen Dichtern mit Leben zu erfüllen. Laut David Tobin (University of Manchester) stimmt die ernste und traurige Atmosphäre, die Abdurehim Heyit in seinen Texten, im Gesang und in seiner Körpersprache schafft, mit der „Strenge“ ausdrückenden Methodik überein, mit der der ethnische Yi-Künstler Lolo der chinesischen Darstellung von Minderheiten als „glückliche, lächelnde Eingeborene“ entgegentritt.
- Ein Beispiel dafür ist seine Verwendung von Abdurehim Ötkürs Uçraşqanda (dt. etwa: „Begegnung“).[1][5] Als Abdurehim Heyit im Jahr 2000 für das Coverbild von Uçraşqanda (engl. Transkription: Uchrashqanda; türk.: Karşılaşma oder Karşılaşınca) mit traditioneller uigurischer Kleidung sowie einem im islamischen Stil getragenen (Voll-)Bart fotografiert wurde, ließen ihn die Parteiführer seiner Arbeitseinheit (die Gesangs- und Tanzgruppe in Ürümqi) den Bart nachträglich vom Coverbild entfernen, da dieser ihnen als zu religiös für eine „Stimme der Uiguren“ erschien.[7][6][11] Bei dem für das Lied verwendeten Gedicht des einflussreichen Historikers und Dichters Abdurehim Ötkür (1923–1995), der einigen Angaben zufolge nach der kommunistischen Machtübernahme 1949 und während der Kulturrevolution fast 20 Jahre bis in die späten 1970er Jahre in Gefangenschaft verbracht hatte,[5][30][31] handelte es sich um einen verdeckten Aufruf zu einem Kampf für die nationale Sache.[5]

- Für sein bekanntes Volkslied Ana Til (ئانا تىل; dt. „Muttersprache“), von dem auch eine Version im Disco--Pop-Stil von Yasan Mukhpul (oder: Yasan Muhpul) existiert,[32] verwendete Abdurehim Heyit ein gleichnamiges Gedicht, das Qutluq Shawqi zugeschrieben wird, der Anfang des 20. Jahrhunderts an der Spitze der neuen Bildungsbewegung gestanden hatte.[33] Das berühmte uigurische Gedicht Ana Til wurde Mitte des 19. Jahrhunderts verfasst, als die Hinwendung zur uigurischen Sprache sich gegen die Dominanz von Persisch und Arabisch in der uigurischen Bildung richtete.[27] In unserer Zeit wird es aber am engsten mit Abdurehim Heyit assoziiert.[27] Das Gedicht wird häufig von Uiguren herangezogen, die für die Erhaltung des uigurisch-muttersprachlichen Unterrichts und für die Förderung der uigurischen Sprache in der Gesellschaft eintreten.[33] Davin Tobin beschrieb Abdurehim Heyits Ana Til als ein Beispiel für die zentrale Rolle der Mutterfigur in uigurischen Konzeptualisierungen von Kultur und nationaler Identität.[32] Das Lied stellt dem politisch begründeten Zhonghua minzu-Konzept des chinesischen Nationalismus, in dessen Lesart Sinisierung mit Modernisierung gleichgesetzt wird, eine organisch begründete uigurische Identität gegenüber, indem es die uigurischen Sprache rühmt und sie mit symbolisch mit einer zeitlosen uigurischen Identität gleichsetzt, die in einer langen Geschichte ungebrochen durch uigurische Vorfahren überliefert worden sei. Das in Xinjiang besonders populäre Lied reflektierte unter Uiguren weit verbreitete Ängste über die kulturübergreifende chinesische Modernisierung und die Politik des „zweisprachigen Unterrichts“.[12]

- Das Lied Stubborn Guest gehört zu den politischer ausgerichteten Originalkompositionen Abdurehim Heyits[6][9][3] und gilt als ein kaum verdeckter, politischer Verweis auf die chinesische Herrschaft über Xinjiang,[9][3] indem es sich der in der zeitgenössischen uigurischen Musik und Literatur oftmals verwendeten Allegorie des „Gastes“ für die Präsenz der Han-Chinesen in Xinjiang bedient.[12] Das Lied handelt vordergründig von einem alten Mann, der seinen Gast[12][26] oder Untermieter[6] bittet sein Haus zu verlassen, nachdem dieser seine Gastfreundschaft überbeansprucht hat.[6][12] Es thematisiert somit allegorisch die unter Uiguren weit verbreitete Auffassung, dass die in der uigurischen Heimat lebenden Han-Chinesen nicht genug Wertschätzung für die ihnen von uigurischer Seite entgegengebrachte Gastfreundschaft aufbringen.[12]

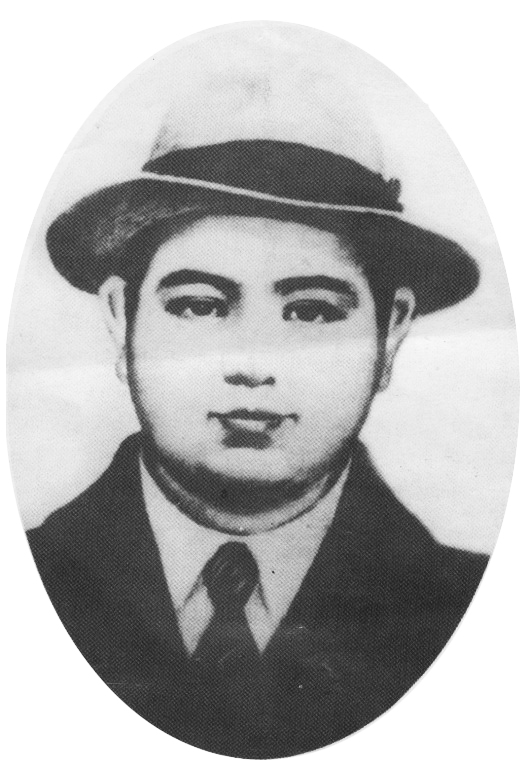
Abdukhaliq „Uyghur“. Auf das Motiv seines Gedichts Oyghan lässt sich der von Abdurehim Ötkür entnommene Text von Abdurehim Heyits Lied Chillang, khorizim! zurückführen.

- Ein weiteres politisches Lied von Abdurehim Heyit – in englischsprachiger Literatur teils als Rooster angeführt (dt. „Hahn“) – handelt vordergründig davon, Menschen nach einer langen, dunklen Nacht aufzuwecken.[7] Es verwendet laut Bovingdon (2010) damit jedoch einen klassischen nationalistischen Tropus, indem es tatsächlich das Erwachen des Volkes beschreibt.[34] Auch nach der Analyse von Smith Finley (2013) stellt Heyits Lied Chillang, khorizim! (dt. „Krähe, mein Hahn!“) vom dreiteiligen Album Mung-zar (1994) ein Beispiel für einen allegorischen Text Heyits dar, den sie in diesem Fall als Weckruf für das uigurische Volk deutet.[35][36] Auf der Musikkassette gibt ein Erzähler dem Hörer einen Hinweis auf die dem allegorischen Text zugrundeliegende Botschaft, indem er das Lied mit den Worten (in uigurischer Sprache) einleitet: „Der Morgenhahn weckt die Leute aus ihrem unwissenden Schlummer“.[36][35] Die „schlummernden Leute“ – dem uigurische Volk entsprechend – werden damit Smith Finley zufolge klar mit der entsprechenden Metapher im Lied – dem „schlafenden Liebling“ – verbunden, so dass sowohl besser als auch weniger gut gebildete Hörer unmittelbar erkennen können, dass das Lied auf das „Aufwecken der uigurischen Nation“ und somit auf das Konzept der nationalen „Erleuchtung“ abzielt.[36] Während Abdurehim Heyit die Musik zu dem Lied selbst komponiert hatte, sang er es mit einem Liedtext, der dem gleichnamigen Gedicht von Abdurehim Ötkür entnommen worden war.[37] Smith Finley sieht darüber hinaus einen deutlichen Bezug dieses Liedes und Gedichts zum zweiten Vers des bekanntesten Gedichts (Oyghan, dt. „Aufwachen!“) des Turpaner Lokaldichters Abdukhaliq (1901–1933, Schriftstellername: „Uyghur“),[38][35][39] der auf seinen Reisen die politischen Systeme anderer Nationen untersucht und nach seiner Rückkehr nach Turpan das Turpanische Revolutionäre Zentralkomitee gegründet hatte, um seinem Volk durch Poesie „Erleuchtung“ (oder: „Aufklärung“) zu bringen.[36] Seine „Widerstandspoesie“ wurde laut Rudelson (1997) in den 1980er Jahren in Turpan wiederentdeckt spielte und eine Rolle bei der Schaffung einer uigurischen Identität.[39] Smith Finley zufolge war das äußerst beliebte Lied Chillang, khorizim!, das 2002 auch in der Online-Version des Time-Nachrichtenmagazins besondere Erwähnung fand, offensichtlich ein persönliches Lieblingsstück Abdurehim Heyits.[13]

- Angaben zufolge könnte Abdurehim Heyits Verhaftung in Verbindung mit dem Lied atilar (deutsch: „Väter“) stehen,[1][40][41] das den Ausdruck jenglerde shehit (deutsch: „Märtyrer des Krieges“) mit Bezug auf die Opfer der uigurischen Vorfahren verwendet,[40][41] von den chinesischen Sicherheitsbehörden aber als Verbindung zum Dschihadismus gedeutet worden sein soll.[1] Der Dichter Abdurehim Abdulla, der das dem Lied zugrundeliegende Gedicht Ah, Atilar! (deutsch: „Oh, Väter!“) verfasst hatte, war laut dem Dichter Tahir Hamut zur gleichen Zeit wie Abdurehim Heyit verhaftet worden.[1]

- Für das in Teil 2 der privat veröffentlichten Musikkassetten-Trilogie Mungzar erschienene Lied بىلىم ئىشقىدا Bilim ishqidä (türk. „Bilim Aşkında“, deutsch etwa: „Liebe zum Wissen“ oder „Wunsch nach Bildung“) verwendete Abdurehim Heyit eine stark gekürzte Version eines Gedichts des uigurischen Dichters Nimshehit (türk. Nim Şehit), das der Poet Angaben zufolge 1936[42] oder während der Drei-Bezirke-Revolution gegen die Kuomintang-Herrschaft im November 1944 verfasst hatte.[43] Der historische Entstehungskontext des ursprünglichen Gedichts ist mit dem Höhepunkt der dschadidistischen Bewegung zur Modernisierung der uigurischen Bildung verbunden. Sie war zuerst von wohlhabenden uigurischen Industriellen und Kaufleuten, die durch Zentralasien, die Türkei und Europa gereist waren, in die uigurische Heimat getragen worden, hatte in den 1920er Jahren in Xinjiang floriert und hatte zur Gründung neuer Lehrerkollegs und neuer Zeitschriften geführt. Diese hatten zunächst türkische und später uigurische nationalistische Ideen der „uigurischen Aufklärung“ an ihre Schüler beziehungsweise Leser vermittelt, die sich unter diesem Einfluss später zu Teilen an den Aufständen der frühen 1930er Jahre beteiligt hatten.[43][44] Ein weiterer historischer Kontext könnte darin gesehen werden, dass die Idee einer Ermächtigung durch Wissen besonders seit den Unruhen in Gulja 1997 in der uigurischen Intelligenz Xinjiangs wieder als Ideologie verstärkt aufgekommen war. Nach dieser Vorstellung soll das politische Bewusstsein der Uiguren wachsen und die gesamte uigurische Bevölkerung Xinjiangs durch das höhere Bildungsniveau breiter werdender Schichten ein starkes Gefühl für ethnische Identität und Nation entwickeln.[43] Abdurehim Heyit schuf 1994 mit Bilim ishqidä die erste Liedversion des Gedichts, das dann durch einen weiteren Künstler, Möminjan, noch bekannter gemacht wurde. Im Uigurischen endet die letzte Zeile jeden Reims des Liedes mit dem Wort yoq (deutsch etwa: „gibt es nicht“).[42] Das Lied ruft die Hörerschaft zur Liebe zum Wissen auf und preist das Wissen als einen dauerhaften und beständigen Begleiter gegenüber „unbeständigen“ Reizen und  „Liebschaften“ wie Frauen und materiellen Reichtum an. Einer Analyse von Joanne Smith Finley zufolge drängt das Lied das uigurische Volk dazu, wenn es nach Trost sucht, nach Erkenntnis zu streben, anstatt sich anders abzulenken.[43] Abdurehim Heyit hatte das Lied im Jahr 2002 in einem Interview als eines der besten bis dahin von ihm veröffentlichten Lieder bezeichnet.[43] Am 12. Dezember 2014 sang ein 16-jähriger Blinder aus Kaschgar namens Perhatjan, ein Beispiel für die behinderten Kinder und Jugendlichen aus wirtschaftlich schwachen Familien im Süden Xinjiangs, im siebten Segment der ersten Runde der freitagabends zur besten Sendezeit im Showformat von The Voice vom chinesischen TV-Sender Xinjiang TV Channel 9[42] oder XJTV-2[15] ausgestrahlten Musiktalentshow The Voice of the Silk Road (uigurisch-arabisch:يىپەك يولى ساداسى Yipek Yoli Sadasi, uigurisch-kyrillisch: Йипәк Йоли Садаси, chinesisch: 丝绸之路好声音 Sīchóu Zhī Lù Hǎo Shēngyīn) vor einem Fernsehpublikum von Hunderttausenden uigurischen Zuschauern Bilim ishqidä, löste damit stehende Ovationen des Studiopublikums aus und fand die Zustimmung aller vier Juroren der Show.[42] Am 18. Dezember 2015 spielte Abdurehim Heyit das Lied im Gazi Üniversitesi Türkiyat Uygulama ve Araştırma Merkezi'nin (Gazi Üniversitesi) auf dem Abdurehim Heyit Konseri (deutsch: „Abdurehim-Heyit-Konzert“),[45] das im Rahmen der Uluslararası Uygur Araştırmaları Konferansı (deutsch: „Internationale Konferenz für Uigurenstudien“) anlässlich des 20. Todestages von Abdurehim Ötkür und des 85. Geburtstags von Mirsultan Osmanov an diesem Tag gegeben und gemeinsam mit dem Türkischen Präsidium für Internationale Kooperation und Koordination organisiert wurde.[46][45][47] Laut Alice Anderson, die selbst als Kandidatin an The Voice of the Silk Road teilgenommen hatte, wurde die TV-Show nach der dritten Staffel im Jahr 2016 abgesetzt und ihre Produzenten Muhtar Bughra und Memetjan Abduqadir wurden festgenommen und offenbar in Haftanstalten, Internierungslagern, Gefängnissen oder ähnlichem interniert. Kurz darauf folgte im Jahr 2017 die Repressions- und Umerziehungswelle, im Rahmen derer Musiker und andere Mitglieder der uigurischen kulturellen und intellektuellen Elite festgenommen wurden, darunter auch Abdurehim Heyit, der für Jahre im umfangreichen Internierungsnetz der Region verschwand.[15]

### Inhaftierung und ungeklärter Verbleib

#### Verfolgung und Umerziehung der Uiguren als mutmaßlicher Hintergrund
Mit der jüngsten Verschärfung der „De-Extremifizierungs“-Politik, die mit einer zunehmend chauvinistisch ausgeprägten nationalen Lesart des Zhonghua minzu-Nationalismus einhergeht, kam es zum außergerichtlichen „Verschwinden“ zahlreicher Künstler, in den Internierungseinrichtungen, ohne dass darüber klare Erklärungen abgegeben wurden. Neben anderen Mitglieder der uigurischen künstlerischen und intellektuellen Elite gehörten auch Musiker zu den seit 2017 verschwundenen Menschen.
Zu diesen seit 2017 zu verschiedenen Zeitpunkten scheinbar in staatlicher Haft verschwundenen Künstlern gehören unter anderem auch bekannte Fälle wie Abdurehim Heyit, Ablikim Kalkun, Sanubar Tursun, Ablajan Awut Ayup und Zahirshah Ablimit und Perride Mamut. Die aktivistische Xinjiang Victims Database listet Abdurehim Heyit (für das Aufführen von Volksmusik im Ausland) neben fast allen anderen bekannten uigurischen Künstlern (wie beispielsweise Sanubar Tursun, ebenfalls für das Aufführen von Volksmusik im Ausland, oder Adil Mijit, ein Komiker einer staatlichen Künstlertruppe) und Intellektuellen (wie beispielsweise Rahile Dawut, für ihre bekannte wissenschaftliche Arbeit über vorislamische Schreine) auf, die als Opfer des chinesischen Vorgehens gelten. Abdurehim Heyit war einer der ersten einer ganzen Reihe von uigurischen Musiker und Kulturschaffenden, die in Xinjiang inhaftiert wurden. Neben Abdurehim Heyit begannen 2017 auch andere Künstler zu „verschwinden“, die uigurische Musiktraditionen gefördert hatten. Abdurehim Heyit gehörte dabei, wie etwa auch Sanubar Tursun, die ebenfalls als Meisterin der uigurischen Gesangskunst und traditionellen Spieltechnik galt, zu den besonders hervorzuhebenden Künstlern von Weltklasse-Rang. Laut Elise Anderson, Zentraleurasien-Wissenschaftlerin und Musikethnologin mit Schwerpunkt uigurische Musik, sowie leitende Mitarbeiterin für die in den USA ansässige, aktivistische Menschenrechtsorganisation Uyghur Human Rights Project, die von 2012 bis 2016 in Ürümqi gelebt und am Kunstinstitut Xinjiang studiert hatte, sollen zwar bis Ende 2020 viele dieser Künstler Gerüchten zufolge wieder entlassen worden sein, doch blieb ihr genauer Verbleib bis zu diesem Zeitpunkt schwer zu ermitteln.

#### Verhaftung 2017 und Bekanntwerden des „Verschwindens“
Im Herbst 2017 gelangte der prominente uigurische Dichter Tahir Hamut in den USA an und verbreitete in der uigurischen Diaspora die Nachricht, dass Abdurehim Heyit im April 2017 verhaftet und seitdem ohne Anklage in Ürümqi festgesetzt worden sei. Rachel Harris wies im November 2017 darauf hin, dass die Nachricht von Abdurehim Heyits Verhaftung im Zusammenhang mit Berichten über viele Personen stehe, die im Rahmen einer „äußerst extremen Kampagne“ ohne Anklage inhaftiert wurden. Laut Elise Anderson wurde Abdurehim Heyit Anfang 2017 von den Behörden festgenommen.
Es wird davon ausgegangen, dass Abdurehim Heyits Werke, in denen er ein uigurisches nationales Bewusstsein besang, Verärgerung bei den chinesischen Behörden verursacht haben und er in den Umerziehungs- und Hafteinrichtungen Xinjiangs festgesetzt wurde. Abdurehim Heyits Auslandsauftritte in Ländern mit Länder mit muslimischer Bevölkerungsmehrheit, so im Iran (zusammen mit iranischen Musikern) oder in der Türkei, können bei seiner späteren Inhaftierung ebenfalls eine Rolle gespielt haben. Abdurehim Heyit soll zunächst zu einer zehnjährigen Haftstrafe verurteilt worden sein, begleitet mit einem lebenslangen Verbot von Live-Auftritten und Aufnahmen von Liedern. Erst nach internationalen Empörung infolge von Gerüchten über seinen Tod in der Haft wurde er später freigelassen und soll seitdem unter Hausarrest stehen.
Mitte 2018 wurde durch Berichte bekannt, dass in der VR China Hunderttausende Uiguren und Angehörige anderer ethnischer Minderheiten in Xinjiang in politischen Umerziehungslagern festgehalten werden. Zu diesem Zeitpunkt war bereits von mehreren prominenten uigurischen Persönlichkeiten bekannt geworden, dass sie zu den Internierten zählen, darunter neben dem seit April 2017 inhaftierten Abdurehim Heyit auch die seit Dezember 2017 inhaftierte Rahile Dawut und der von April 2018 bis März 2019 inhaftierte Fußballstar Erfan Hezim (auch: Ye Erfan 叶尔凡).

#### „Lebenszeichen“-Video 2019
Nachdem das türkische Außenministerium in einer Stellungnahme am 9. Februar 2019 behauptete hatte über Informationen zu verfügen, dass Abdurehim Heyit im zweiten Jahr einer aufgrund eines seiner Lieder gegen ihn ausgesprochenen achtjährigen Haftstrafe gestorben sei, veröffentlichte die türkische Ausgabe des staatlichen chinesischen Radio China International am 10. Februar 2019 ein auf denselben Tag datiertes, 25 Sekunden langes Video, das augenscheinlich Abdurehim Heyit zeigt, der in dem mit Untertiteln ausgestatteten Video sagt, er befinde sich wegen „angeblichen Verstoßes gegen nationale Gesetze“ in Untersuchung, sei „jetzt bei guter Gesundheit“ und sei „nie missbraucht“ worden. Bei dem Video handelte es sich um das erste öffentliche Erscheinen von Abdurehim Heyit, seit er 2017 im System der Hafteinrichtungen verschwunden war.
Bei dem Video handelte es sich um eines der ersten sogenannten „proof-of-life“-Videos (dt. etwa: „Lebenszeichen“-Videos), die die chinesischen Behörden nach der Eskalation der Verhaftungswelle im Jahr 2017 in einigen prominenten Fällen veröffentlichten, nachdem Diaspora-Uiguren die Weltöffentlichkeit mit Zeugenaussagen über das Verschwinden ihrer Angehörigen in Xinjiang informiert hatten. Laut dem Anthropologen Magnus Fiskesjo (Cornell University) wies das seiner Einschätzung nach „manipulative“ Video eine bemerkenswerte Ähnlichkeit zu im chinesischen Fernsehen übertragenen „erzwungenen TV-Geständnissen“ auf. Der Ton, die Umgebung, die unbekannte Lage und die schalldichten Wände seien Kennzeichen von erzwungenen und geskripteten Geständnissen, bei denen die zur Selbstbezichtigung gezwungenen Personen Drohungen oder sogar Folter ausgesetzt wurden. Zwar gelten laut Guardian für China erzwungene Geständnisse im Fernsehen nicht als Seltenheit, doch war das Video insofern ungewöhnlich, als es einen der seltenen Fälle darstellte, in denen die chinesische Führung direkt auf konkrete Fälle von Personen reagierte, von denen angenommen wurde, dass sie in Xinjiang inhaftiert wurden. Alise Anderson wertete die Veröffentlichung des chinesischen Videos als Anzeichen dafür, dass der auf das Gerücht von Abdurehim Heyits Tod erfolgte „internationale Aufschrei“ China zur Reaktion bewegt habe. Zudem wies das Video darauf hin, dass sich Abdurehim Heyit zu diesem Zeitpunkt seit über einem Jahr ohne offizielle Anklage in Haft befand. Wenige Tage nach dem China das „Lebenszeichen“-Video mit Abdurehim Heyit herausgegeben hatte, regte dies eine Bewegung an, die in den sozialen Medien unter dem Hashtag #MeTooUyghur viral wurde. In dieser #MeTooUyghur-Kampagne, die von dem „Lebenszeichen“-Video mit Abdurehim Heyit ausgelöst worden war, forderten Uiguren von der chinesischen Regierung Beweise dafür zu veröffentlichen, dass auch ihre verhafteten Angehörigen noch am Leben waren.
In internationalen Medien wurde das „Beweisvideo“-Video mit Abdurehim Heyit auch Jahre später noch zum Vergleich für die Methoden der chinesischen Staatsführung herangezogen wie im Fall der chinesischen Tennisspielerin Peng Shuai, die 2021 über Wochen als vermisst galt, bevor der chinesische Staatssender CGTN eine angeblich von ihr verfasste E-Mail als „Lebenszeichen“ präsentierte. Nach Einschätzung vieler Sinologen wie Mareike Ohlberg (German Marshall Fund) verfolgte der chinesische Propagandaapparat mit den „Lebenszeichen“-Meldungen demnach nicht das Ziel, die Weltöffentlichkeit davon zu überzeugen, dass sich die zuvor als „vermisst“ berichtete Person in Sicherheit befinde, sondern nutze sie zur Machtdemonstration und Einschüchterung.
Der Versuch der VR China, der internationalen Kritik an der Behandlung der Uiguren in Xinjiang durch die Veröffentlichung des „Lebenszeichen“-Videos von Abdurehim Heyit nach den Gerüchten um seinen Tod entgegenzuwirken, veranlasste andere Uiguren in der ausländischen Diaspora, in den sozialen Medien von der chinesischen Regierung die Offenlegung des Aufenthaltsorts ihrer Angehörigen zu fordern. Laut Elise Anderson scheinen Abdurehim Heyit und andere Künstler später, möglicherweise aufgrund von starkem internationalen Druck, wieder freigelassen worden zu sein (Stand: Mai 2020). Auch Joanne Smith Finley berichtete, Abdurehim Heyit sei nach der internationalen Empörung, die auf die Gerüchte über seinen Tod in der Haft aufkamen, freigelassen worden und stehe seitdem unter Hausarrest (Stand: Juni 2021).

## Diskografie (unvollständig)
- Mung-zar (dt. etwa: „Traurigkeit“), Teil 1 bis 3, 1994[6][69]
- Ömüt (dt.: „Hoffnung“), 2002[69]
- Ana Til, VCD, 2006 (Xinjiang Electronics Audio-Visual Publishing Company; Ürümqi)
- Duttarim (dt.: „Meine dutar“), 9 CDs, 2011[1]